# Acrotona convergens
Acrotona convergens är en skalbaggsart som först beskrevs av Embrik Strand 1958.  Acrotona convergens ingår i släktet Acrotona, och familjen kortvingar. Arten är reproducerande i Sverige.